# Adil Kaaba
Adil Kaaba (ar.عادل كعبة ;ur. 19 maja 1971) – marokański judoka. Olimpijczyk z Atlanty 1996, gdzie zajął 21. miejsce w wadze średniej.
Startował w Pucharze Świata w 1996 i 1999. Wicemistrz Afryki w 1998 roku.

## Letnie Igrzyska Olimpijskie 1996
| Konkurencja | Eliminacje           | Klas. końcowa |
| Konkurencja | Przeciwnik I         | Miejsce       |
| ----------- | -------------------- | ------------- |
| 86 kg       | Pablo Elisii (ARG) P | 21.           |